# 관체인
관체인은 스페인 카나리아 제도의 토착 민족이다. 유럽인 도래 이전에 카나리아 제도에 오랫동안 살고 있었으며, 그들의 언어가 베르베르어와 비슷한 점으로 미루어, 북아프리카 베르베르인과 동계 종족이 기원전에 카나리아 제도에 들어간 것으로 생각된다. 스페인에 의한 정복으로 민족 정체성이 와해되어 카나리아 스페인인으로 흡수되었다.
유럽 국가의 무력에 의한 팽창으로 말미암아 절멸되어 버린 최초의 유럽 외 민족이다.
지금은 그들의 문화는 약간의 흔적을 통해서만 유추가 가능하며, 그 혈통을 이어받은 사람들은 현재의 카나리아 제도의 주민, 그리고 또 이 제도의 주민의 이주지였던 쿠바와 푸에르토 리코에 많이 살고 있다.

## 같이 보기
- 관체어
- 아일래노
- 테이데봉